# رنگ پول
رنگ پول (به انگلیسی: the color of money) فیلمی در ژانر درام محصول سال ۱۹۸۶ کشور آمریکا به کارگردانی مارتین اسکورسیزی و فیلمنامهٔ ریچارد پرایس که برگرفته از رمانی به همین نام نوشتهٔ والتر تویس است و با بازیگران نام آشنایی همچون پل نیومن و تام کروز می‌باشد. پل نیومن بخاطر ایفای نقش درخشان در این فیلم برندهٔ جایزه اسکار بهترین بازیگر مرد نقش اول شده‌است. این فیلم ادامه فیلم بیلیاردباز با بازی پل نیومن می‌باشد. این فیلم همچنین نامزد دریافت بهترین فیلمنامه اقتباسی و بهترین کارگردانی هنری شده‌است.

## داستان
داستان این فیلم بیست و پنج سال بعد از فیلم بیلیاردباز می‌گذرد. ادی فیلسون (پل نیومن) یک فروشندهٔ موفق مشروب است که شبی در یک بار جوانی بیلیاردباز به نام وینسنت (تام کروز) را می‌یابد که مانند گذشته خود او است و سعی می‌کند به او و دوست دخترش کارمن (مری الیزابت مسترآنتونیو) به صورت حرفه‌ای بیلیارد یاد بدهد. یک شب وقتی ادی بازی عالی وینسنت مقابل گریدی (کیت مک کریدی) قهرمان فصل را می‌بیند تصمیم میگرد تا او را پس اتفاقاتی که می‌افتد به مسابقات بیلیارد شهر آتلانتیک بفرستد.

## نقدها
پس از اکران، این فیلم نقدهای نسبتاً مثبتی از تعداد زیادی منتقد دریافت کرد. بطوریکه از ۳۷ نقد جمع‌آوری شده در سایت راتن تومیتوس، این فیلم درصد ۹۲ را کسب کرد.